# Малые Швакшты
Малые Шва́кшты (бел. Малы́я Шва́кшты) — озеро в Поставском районе Витебской области Белоруссии. Относится к бассейну реки Страча, которая вытекает из озера. Входит в состав гидрологического заказника «Швакшты», относящегося к национальному парку «Нарочанский».

## Название
В русскоязычных источниках встречаются альтернативные варианты наименования Малая Швакшта и Малое Швакшта. В источниках на белорусском языке — варианты Малая Швакшта и Малое Швакшта.
Топоним «Швакшты», созвучный с древнеисландским skvakka «издавать звук», мог появиться в результате вторжения варягов в Восточную Европу.

## География
Озеро находится в 22 км к юго-западу от города Поставы. Неподалёку от озера располагается деревня Поповцы. Высота водного зеркала над уровнем моря — 175,4 м.
Площадь поверхности водоёма составляет 1,91 км², длина — 2,3 км, наибольшая ширина — 1,3 км. Длина береговой линии — 6,75 км. Наибольшая глубина — 3,2 м, средняя — 1,5 м. Объём воды — 2,86 млн м³. Площадь водосбора — 105 км².

## Морфология
Высота склонов котловины, в которой расположено озеро, составляет 3—4 м. На пологих супесчаных склонах произрастает кустарник. Сама котловина остаточного типа, овальной формы, слегка вытянутая с северо-запада на юго-восток. Считается, что некогда озёра Малые и Большие Швакшты, ныне соединённые протокой, являлись единым водоёмом. Однако в дальнейшем большой водоём разделился пополам, а его площадь сократилась.
Береговая линия относительно ровная. Берега низкие, заболоченные. Озеро окружено болотистой поймой.
Дно озера — сапропелистое, в прибрежной части песчано-галечное. Имеются два острова общей площадью около 38 га. Наибольшие глубины отмечаются в северо-западной части водоёма.

## Месторождение сапропеля
Запасы сапропеля на дне озера Малые Швакшты составляют 8,3 млн м³, из них 4,2 млн относятся к органическому типу, а 4,1 млн — к смешанному. Средняя мощность отложений — 5 м, наибольшая — 9,9 м. Сапропель покрывает 87 % дна водоёма. Его натуральная влажность составляет 93 %, зольность — от 33 до 52 %, водородный показатель — 7,2. Содержание в сухом остатке: азота — 2,5 %, окислов железа — 4,5 %, алюминия — 2,4 %, магния — 0,6 %, кальция — 7—13,8 %, калия — 0,6 %, фосфора — 0,2 %, серы — 1,8 %. Сапропель может использоваться в качестве лечебной грязи, удобрения либо сырья для производства строительных материалов.

## Гидрология
В летнее время вся водная толща хорошо перемешивается и прогревается. Насыщенность воды кислородом в безлёдный период высокая, однако зимой может снижаться до нуля.
Минерализация воды составляет 155 мг/л, прозрачность — 2 м. Водоём подвержен эвтрофикации.
Из озера вытекает река Страча. К юго-восточной части водоёма приходит протока, через которую поступает вода из озера Большие Швакшты. Кроме того, в Малые Швакшты впадают три ручья.

## Флора и фауна
Водоём полностью зарастает — преимущественно подводной растительностью: телорезом, элодеей, харовыми водорослями. Вдоль берегов тянется полоса тростника, камыша и рогоза шириной 50—100 м.
В озере обитают линь, карась, щука, окунь, уклейка, лещ, плотва, краснопёрка и другие виды рыб.

## Охрана
Постановлением Кабинета Министров Республики Беларусь от 25.09.1996 № 631 «Об образовании республиканского гидрологического заказника „Швакшты“» был создан гидрологический заказник, в состав которого вошли озёра Большие и Малые Швакшты. В настоящее время заказник «Швакшты» входит в состав Нарочанского национального парка.
Промысловый лов рыбы на озере запрещён. Для граждан организована платная любительская рыбалка.